# Petar Jovanović (Fußballspieler)
Petar Jovanović (* 12. Juli 1982 in Tuzla, SFR Jugoslawien) ist ein ehemaliger bosnisch-herzegowinischer Fußballspieler.

## Karriere
Nach verschiedenen Stationen bei unterklassigen serbischen Klubs kam Jovanović im Sommer 2005 zum FC Vaslui in die rumänische Divizia A. Mit dem Aufsteiger sicherte er sich in der Saison 2005/06 den Klassenerhalt. In der darauf folgenden Spielzeit kam er seltener zum Einsatz und wurde an den OFK Mladenovac ausgeliehen. Nach seiner Rückkehr im Sommer 2007 wurde er in Vaslui häufiger eingesetzt. In der Rücktunde 2008/09 wurde er an Politehnica Iași ausgeliehen, mit dem er absteigen musste.
Nach der Vizemeisterschaft 2012 verließ Jovanović Vaslui und wechselte innerhalb der Liga 1 zu CSMS Iași. Der Klub verlieh ihn Anfang 2013 für ein halbes Jahr an FK Jedinstvo Putevi nach Serbien. Im Sommer 2013 verpflichtete ihn der serbische Klub FK Radnički Niš, ehe er ein Jahr später zu Universitatea Cluj wechselte. Dort musste er am Ende der Saison 2014/15 absteigen. Gleichzeitig erreichte er mit seinem Team der rumänische Pokalfinale, unterlag dort aber Steaua Bukarest. Jovanović kehrte nach Serbien zurück und heuerte beim FK Voždovac an. Er spielte mit dem Klub in der Saison 2015/16 im Mittelfeld der SuperLiga. 
Anfang 2016 schloss er sich dem abstiegsbedrohten Ligakonkurrenten FK Rad Belgrad an, mit dem er sich am Saisonende den Klassenverbleib sichern konnte. Er blieb bis Ende 2016 beim FK Rad, ehe er Anfang 2017 zum FK Čukarički zurückkehrte. Anschließend wechselte er mehrmals zwischen Mladost und Slatibor hin und her. Von 2022 bis 2024 spielte er dann erneut für den Zweitligisten FK Sloboda Užice und beendete dort auch seine aktive Karriere.